# Máquina da Fama
Máquina da Fama foi um programa de televisão brasileiro produzido pela emissora SBT e apresentado por Patrícia Abravanel. A direção era de Michael Ukstin que trabalhou no programa da FremantleMedia, Famoso Quem?. Devido a possíveis alterações no formato do programa Famoso Quem? a FremantleMedia decidiu romper o contrato com a emissora já que o SBT queria que Patrícia fosse a apresentadora do programa, algo que não possui no formato original.
No programa, os participantes passavam por uma transformação para ficarem parecidos com famosos para interpretá-los em um número musical.

## Audiência
A audiência de estreia do programa foi inferior ao seu antecessor Famoso Quem?. O programa marcou em média 5,1 pontos, de acordo com o Ibope. Porém, com a mudança de dia e horário, os índices de audiência melhoraram.

## Mudança de dia e horário
No dia 27 de novembro de 2013, foi anunciado que o "Máquina" deixaria de ser exibido aos sábados, passando para as segundas, às 11 da noite. Sendo assim, o Casos de Família passou a ser exibido aos sábados após o SuperNanny.
Em 2016, o programa deixou de ter competição entre os covers e passou a ter um tema e um artista  por episódio.

## Prêmios e Indicações
| Ano  | Prêmio          | Categoria                               | Indicado           | Resultado | Ref.  |
| ---- | --------------- | --------------------------------------- | ------------------ | --------- | ----- |
| 2016 | Troféu Imprensa | Melhor Apresentadora ou Animadora de TV | Patrícia Abravanel | Venceu    | [ 7 ] |
| 2016 | Troféu Internet | Melhor Apresentadora                    | Patrícia Abravanel | Indicada  | [ 7 ] |
| 2017 | Troféu Imprensa | Melhor Apresentadora ou Animadora de TV | Patrícia Abravanel | Venceu    |       |
| 2017 | Troféu Internet | Melhor Apresentadora                    | Patrícia Abravanel | Indicada  |       |

## Fim da atração
No dia 15 de agosto, o SBT anuncia que o Máquina da Fama será encerrado. O motivo, segundo a direção da emissora, é que a sua apresentadora, Patrícia Abravanel, está avançando na gestação de uma menina e pelo ritmo intenso das gravações. O último programa foi transmitido em 28 de agosto de 2017 e seu horário será ocupado pelo Programa do Ratinho e pelo The Noite a partir do dia 4 de setembro.

## Reprise
Teve alguns episódios reprisados no período de 4 de julho de 2020 até 30 de janeiro de 2021, inicialmente às 20h30, substituindo o Topa ou Não Topa, que está com as gravações paradas devido aos protocolos de segurança por conta da Pandemia de COVID-19 e sendo substituído pelas reprises do Esquadrão da Moda. Em 26 de dezembro de 2020, passou a ser exibido às 21h30 com a escalação de Chiquititas aos sábados.

## Revival
Em 20 de julho de 2025, a atração foi revivida como parte do quadro Show dos Calouros no Programa Silvio Santos, tendo a mesma apresentação de Patrícia Abravanel com convidados.